# Thomas Libiih
Thomas Libiih (Duala, Región del Litoral, Camerún; 17 de noviembre de 1967) es un exfutbolista y entrenador camerunés. Es el actual entrenador de la selección sub-17 de Camerún.
Como futbolista jugaba de centrocampista. Fue internacional absoluto por la selección de Camerún entre 1989 y 1994, y formó parte del plantel que jugó la Copa Mundial de 1990 y 1994.

## Selección nacional

### Participaciones en Copas del Mundo
| Copa            | Sede           | Resultado        |
| --------------- | -------------- | ---------------- |
| Mundial de 1990 | Italia         | Cuartos de final |
| Mundial de 1994 | Estados Unidos | Primera fase     |

### Participaciones en Copas Africanas
| Copa                           | Sede    | Resultado    |
| ------------------------------ | ------- | ------------ |
| Copa Africana de Naciones 1990 | Argelia | Primera fase |

## Clubes

### Como jugador
| Club            | País           | Año       |
| --------------- | -------------- | --------- |
| Tonnere Yaoundé | Camerún        | 1989-1993 |
| Ohod Club       | Arabia Saudita | 1993-1995 |
| LDU Portoviejo  | Ecuador        | 2001      |

### Como entrenador
| Club                        | País    | Año           |
| --------------------------- | ------- | ------------- |
| Selección sub-17 de Camerún | Camerún | 2019-presente |